# Australorp
De Australorp is een Australisch kippenras dat in de jaren twintig is ontstaan. Vooral de Orpington heeft een grote invloed op de vorming van het ras gehad. De naam is dan ook een samentrekking van Australische Orpington.
De Australorp is een middelzwaar ras met een vrij breed lichaam. De kippen hebben verhoudingsgewijs een kleine kop en een middelhoog-gedragen staart. Ze worden gefokt in de kleuren zwart, wit en blauw gezoomd. De poten zijn het eerste jaar zwart of donkerblauw, later verkleurt dat soms.
De Australorp staat bekend om de goede eierproductie, maar ook voor het leveren van vlees is het ras geschikt. Het zijn rustige dieren die makkelijk tam worden en niet hoog vliegen. Mede vanwege deze eigenschappen is de Australorp tevens een populair hobbyras.

## Zie ook

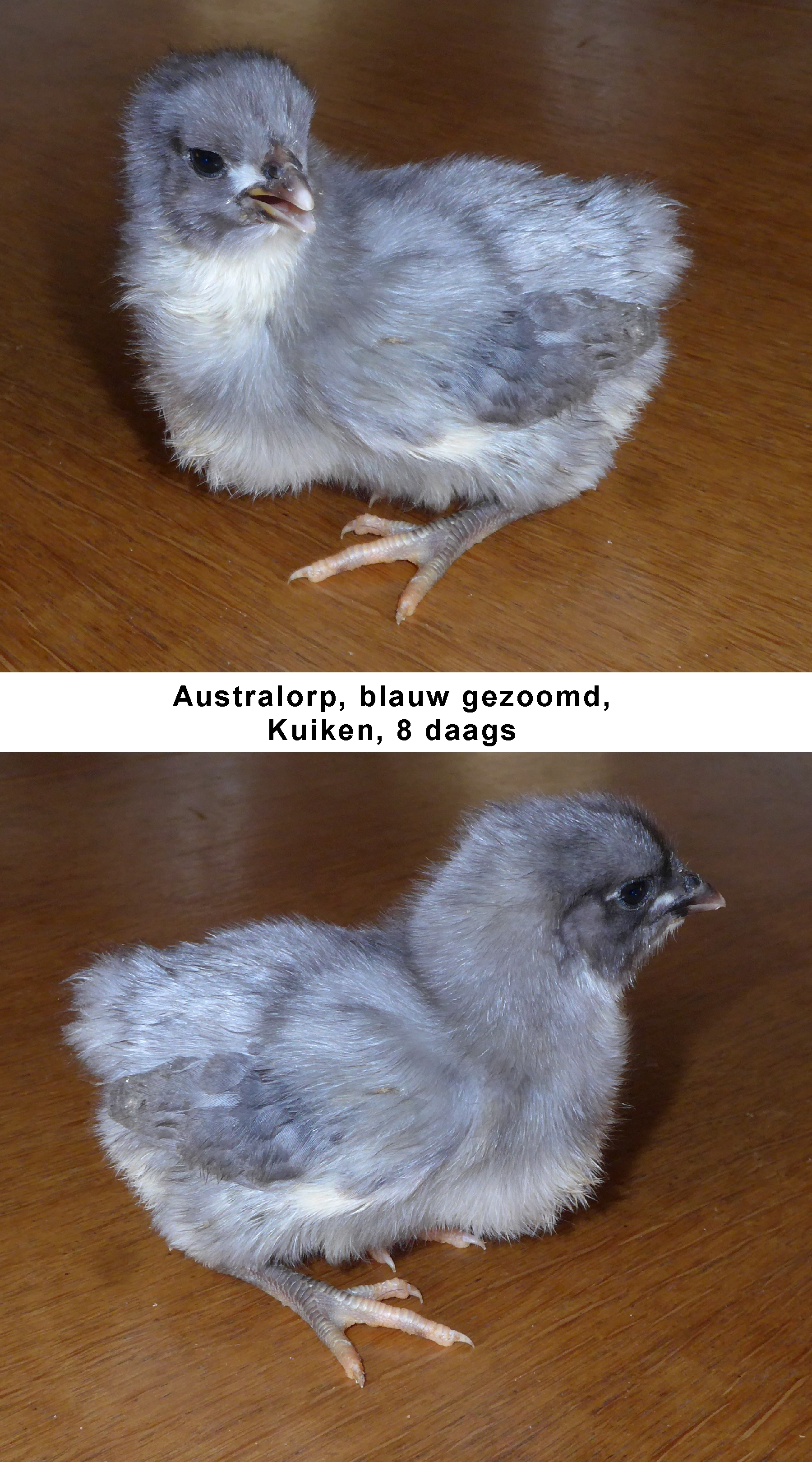
Australorp,kuiken, blauw gezoomd, 8 dagen
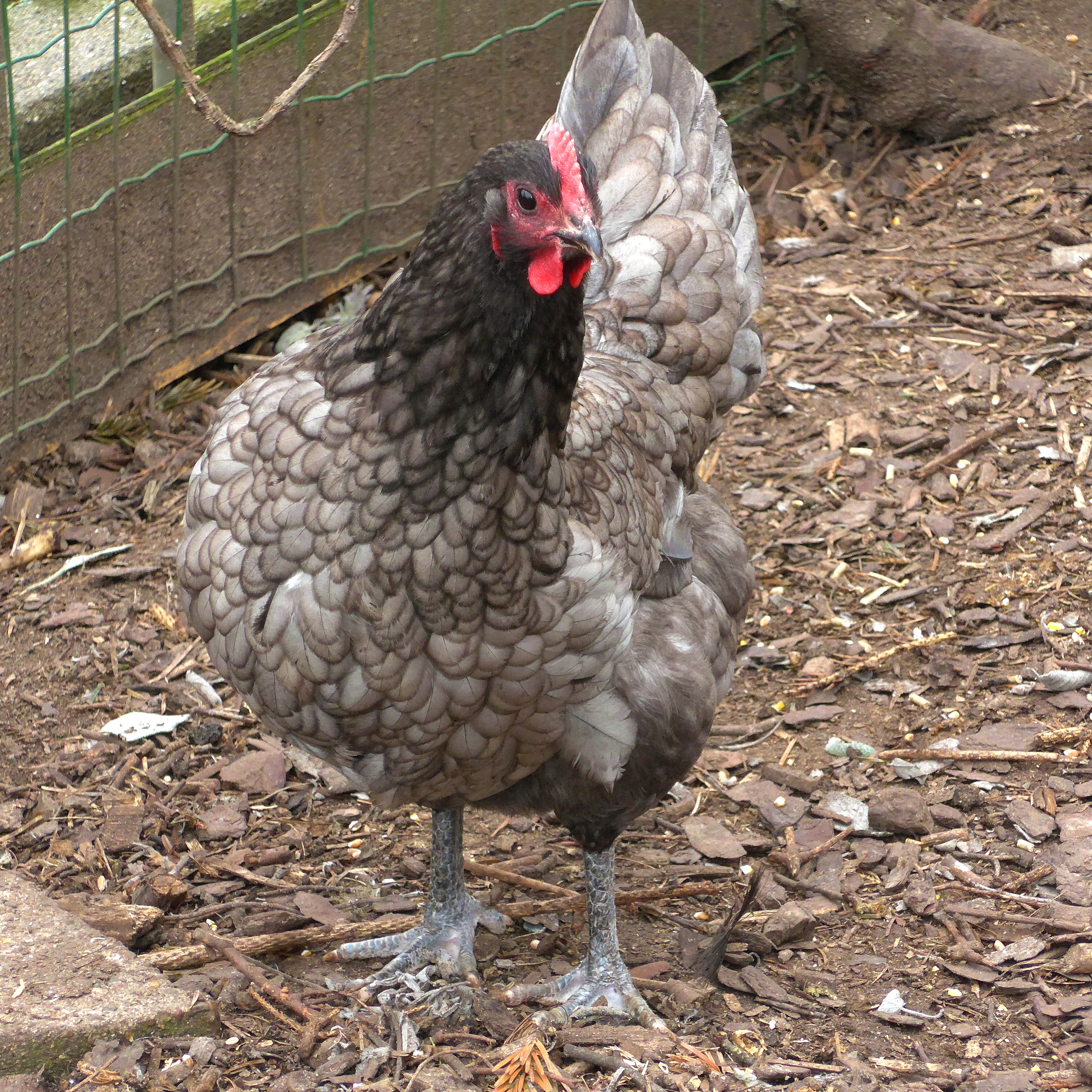
hen, blauw gezoomd, 26 weken
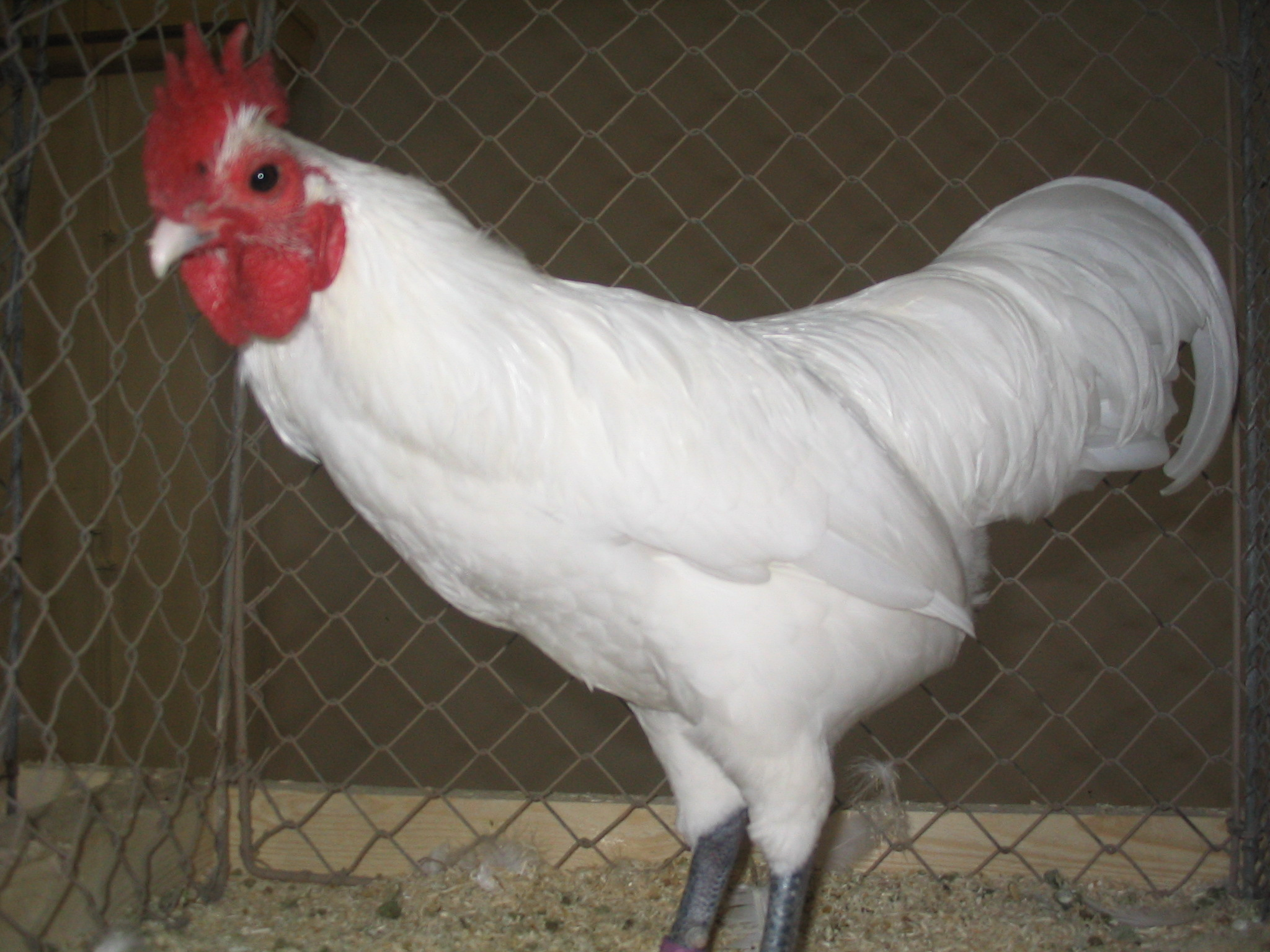
Witte Australorphaan
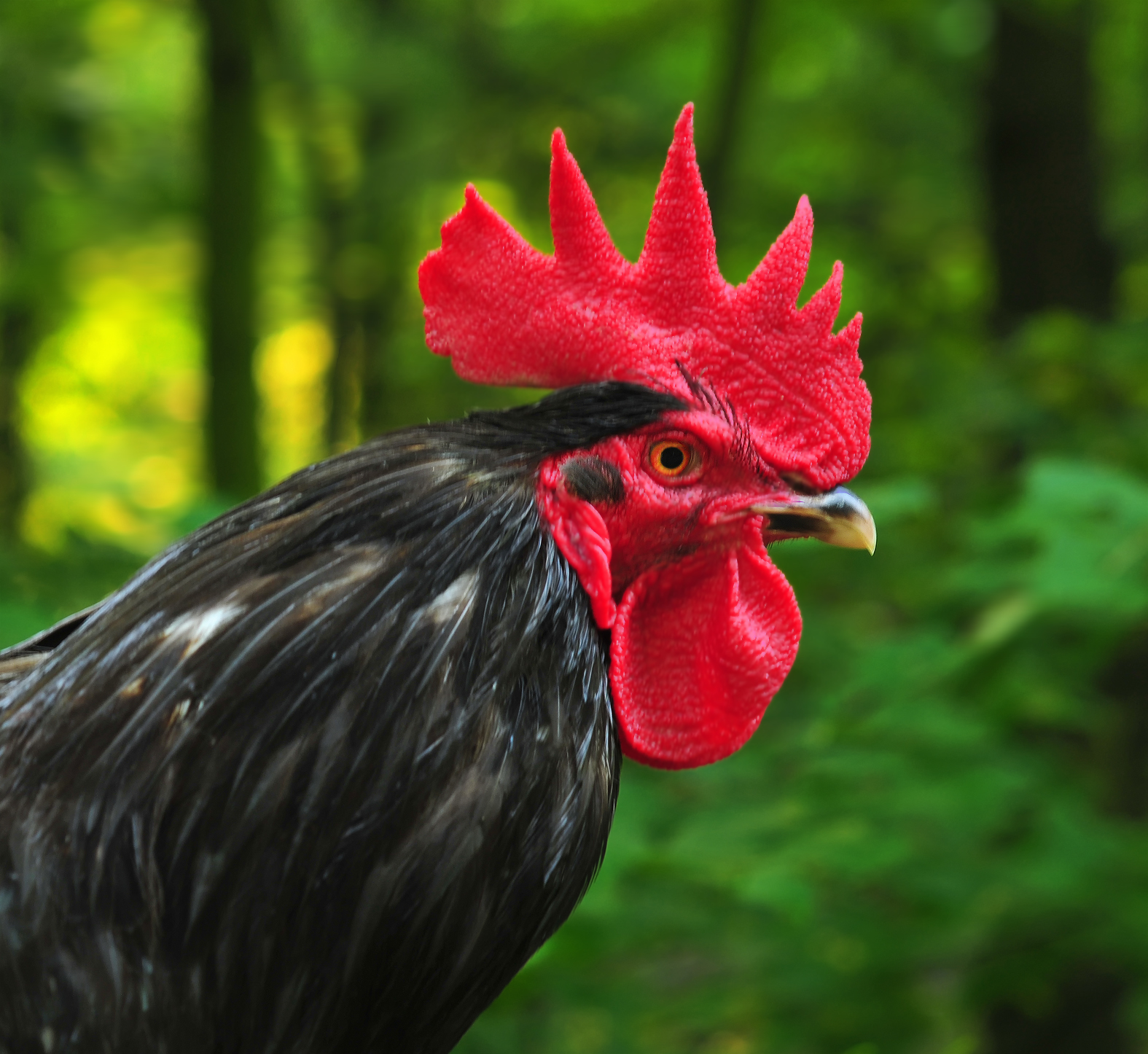
Zwarte Australorphaan
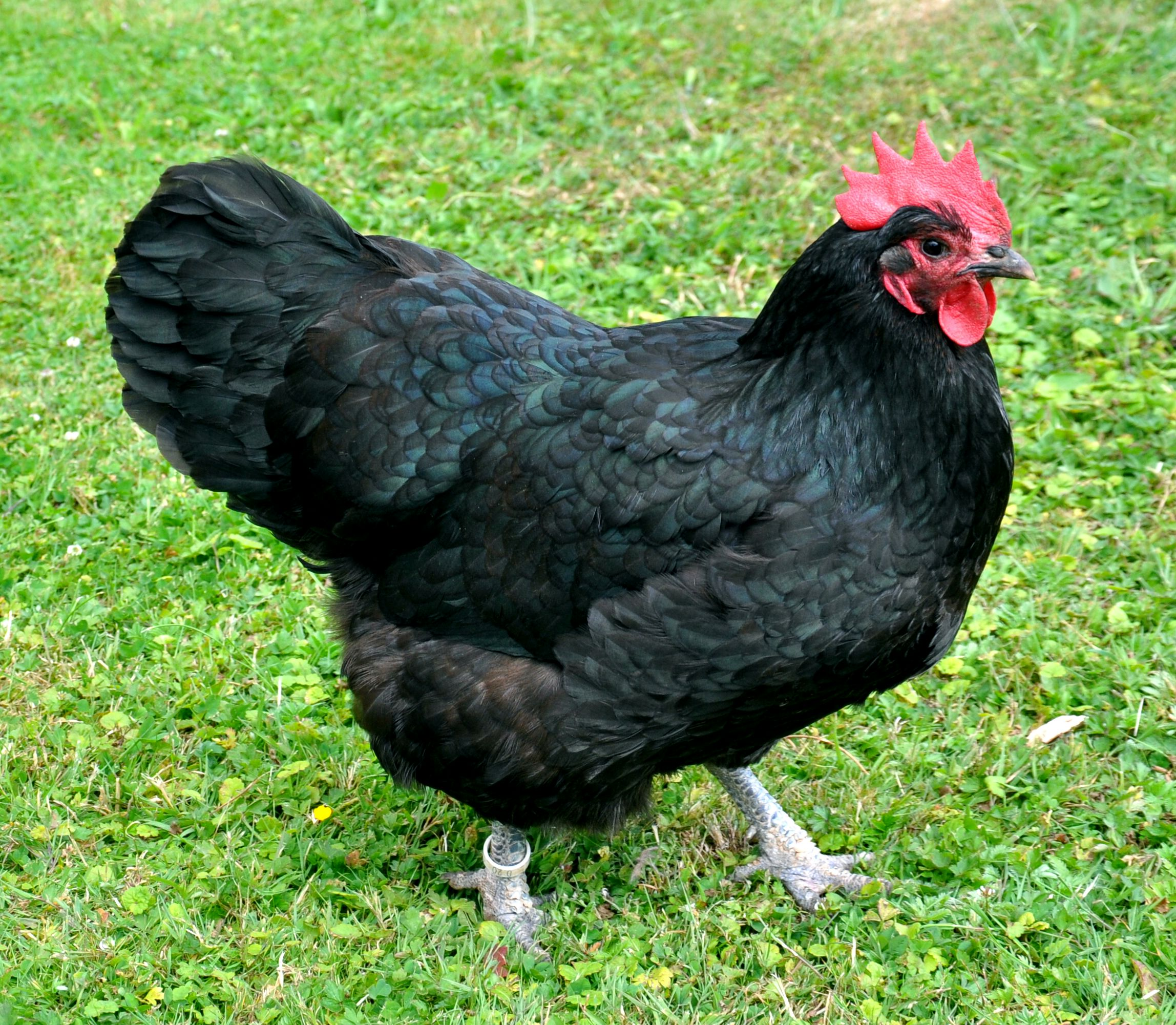
Zwarte Australorphen